# MOBA

Типичное поле боя MOBA-игры. Жёлтым выделены «линии», на которых происходит основное действие игры; фиолетовыми и розовыми точками обозначены «башни», охраняющие линии. В углах фиолетовым и розовым показаны базы двух команд, области закрашенные более насыщенным цветом по углам — ключевые здания, уничтожение которых означает победу одной из сторон.

Multiplayer Online Battle Arena (MOBA) (букв. «многопользовательская онлайн боевая арена») — жанр компьютерных игр, сочетающий в себе элементы стратегий в реальном времени и компьютерных ролевых игр и выделяющийся схожестью с DotA — пользовательской картой (модификацией) Warcraft III: The Frozen Throne.
В играх жанра MOBA две команды игроков сражаются друг с другом на карте особого вида. Каждый игрок управляет одним персонажем из определённого списка доступных героев, отличающихся характеристиками и способностями. В течение матча персонажи могут становиться сильнее, получать новые способности и снаряжение, подобно компьютерным ролевым играм. Конечной целью в ходе матча является уничтожение главного здания вражеской команды с помощью как «героев», управляемых игроками, так и «крипов», управляемых компьютером.
Несмотря на объединяющее сходство игр жанра с DotA, его границы размыты, и само название жанра является спорным: ранние игры жанра описывались просто как «игры, похожие на DotA» (англ. DotA-like). Само название «DotA» с 2010 года является зарегистрированным товарным знаком, принадлежащим компании Valve, и другие разработчики игр в этом жанре вынуждены обозначать его как-либо иначе — название MOBA было придумано компанией Riot Games, руководители самой Valve предлагали термин «экшн-стратегия в реальном времени» (action real-time strategy game, ARTS).

## Игровой процесс
Игровой процесс MOBA представляет собой матч между двумя командами, каждая из которых должна добиться уничтожения главного здания команды противника и защитить своё собственное главное здание. Игроки управляют особыми персонажами-«героями», которые в ходе матча могут получать очки опыта, новые способности и экипировку, становясь сильнее. Действие игры происходит на карте особого вида: помимо главных зданий, на ней находятся несколько «линий», по которым наступают управляемые компьютером войска («крипы»), и расположены оборонительные «башни», сдерживающие наступление противника. Хотя с точки зрения геймплея и интерфейса MOBA схожи со стратегиями в реальном времени, такие обычные для стратегий в реальном времени элементы, как развитие базы, добыча ресурсов и наём войск, в MOBA отсутствуют

### Герои
Игрок управляет одним персонажем — «героем». Герои недостаточно сильны, чтобы уничтожить всех врагов и выиграть матч в одиночку; их задача — склонить итог битвы в пользу своей команды. Побеждая противников, герой получает очки опыта. Накопив определённое количество опыта, герой получает повышение уровня, что улучшает его боевые характеристики и позволяет изучить новые умения или улучшить уже существующие. С потерей всех очков здоровья герой «погибает» и на некоторое время выбывает из игры, чтобы затем вновь появиться возле главного здания своей команды с полным здоровьем.

### Крипы
Крипы (англ. creeps) — это боевые единицы, которыми управляет компьютер. Крипы появляются на базах игроков через определённые промежутки времени и двигаются по специальным линиям к базе противника, сражаясь со всеми встречными врагами. При уничтожении определённых зданий на вражеской базе союзные крипы становятся сильнее.

### Башни и главные здания
Башни представляют собой специальные защитные сооружения, которые ведут сильный дистанционный огонь по вражеским войскам, которые оказались вблизи. На каждой линии расположено по несколько башен. Игрокам для дальнейшего продвижения по линии необходимо последовательно уничтожать эти башни, чтобы иметь возможность атаковать строения на вражеской базе.
На базе каждой из враждующих сторон расположено главное здание. Цель игры каждой из команд заключается в уничтожении вражеского главного здания, что приводит к окончанию игры. Помимо главного здания на базе расположены другие строения, уничтожение которых делает сильнее союзных крипов.

## История
Предысторию жанра можно проследить до ранних стратегий в реальном времени. Так, Herzog Zwei (1989) содержала основные элементы, характерные для MOBA: игрок управлял одним «юнитом» на поле боя. Игра 1998 года Future Cop: LAPD также содержала «свободный режим», напоминающий Herzog Zwei; схожим образом был организован игровой процесс Battle Engine Aquila (2003) — эти игры называют в числе предшественников MOBA.
В 1998 году была выпущена популярная стратегия в реальном времени StarCraft; компания-разработчик Blizzard Entertainment также выпустила редактор уровней StarEdit, позволяющий пользователям создавать собственные карты для сражений в StarCraft. Одной из таких популярных пользовательских карт стала карта Aeon of Strife, созданная пользователем под псевдонимом Aeon64 — «первая настоящая MOBA». Карта имела характерный для последующих игр жанра MOBA вид с тремя «линиями»; игрок управлял одним сильным героем из восьми на выбор, сражаясь против множества управляемых компьютером врагов. По сравнению с последующими MOBA, карта Aeon of Strife не давала возможности как-либо развивать персонажа в ходе игры, помимо увеличения показателей брони и оружия, и у героев отсутствовали особые способности.
Весной 2003 года Blizzard Entertainment выпустила Warcraft III: The Frozen Throne, дополнение к стратегии Warcraft III: Reign of Chaos, включающее в себя чрезвычайно развитый редактор уровней World Editor — он позволял создавать намного более сложные пользовательские карты и режимы игры, чем это было возможно в StarCraft. В середине 2003 года пользователь под псевдонимом Eul опубликовал первую версию карты Defense of the Ancients (DotA). Карта Eul и её доработанные версии, такие как Defense of the Ancients: Allstars, приобрели огромную популярность, и вокруг них возникло большое сообщество поклонников: к 2009 году в Defense of the Ancients сыграло более 10 миллионов человек по всему миру. Именно DotA заложила почву для возникновения множества подобных ей игр жанра, позднее обозначенного как MOBA.
Первой самостоятельной коммерческой игрой в этом жанре — не модификацией другой игры — стала Demigod (2009), разработанная Gas Powered Games; игра, страдающая от многих технических проблем и пиратства, не сумела добиться коммерческого успеха. Более успешными оказались другие игры, в большей или меньшей степени воспроизводящие игровую механику DotA, такие как League of Legends (2009) от Riot Games или Heroes of Newerth от S2 Games (2010). В 2010 году компания Valve Corporation зарегистрировала слово «DOTA» как собственный товарный знак, позже анонсировав и выпустив игру Dota 2. Компания Blizzard Entertainment, безуспешно оспаривавшая права Valve на товарный знак «DOTA», выпустила собственную игру с персонажами из игр Diablo, Warcraft и StarCraft под названием Heroes of the Storm (ранее «Blizzard DOTA»).
Популярность MOBA в 2010-х годах привела к появлению множества соперничающих игр, многие из которых пытались выделиться теми или иными оригинальными механиками или интерпретациями жанра. Так, Smite (2012) от Hi-Rez Studios использовала необычное положение камеры — за спиной персонажа, наподобие шутеров от третьего лица, а Awesomenauts (2012) — вид сбоку и геймплей, характерный для двухмерных платформеров. Battlerite (2017) сохраняла ключевые механики MOBA, связанные с героями и их способностями, но отказывалась от сложного устройства карты с линиями и башнями, просто сталкивая героев на арене. Arena of Valor (2016) стала примерами удачного переноса механик MOBA на мобильные платформы. Arena of Valor удалось добиться грандиозного успеха в Китае — где в 2018 году её аудитория насчитывала 200 миллионов игроков — но не в западных странах. Ряд крупных компаний, специализирующихся на разработке компьютерных игр, попытался выпустить собственные проекты в этом жанре, однако многие из этих игр были отменены ещё на стадии разработки или закрылись вскоре после запуска, не сумев привлечь достаточную аудиторию. К числу таких потерпевших неудачу проектов принадлежали Warhammer Online: Wrath of Heroes (2013) от Bioware Mythic, Dawngate (2014) от Electronic Arts, Infinite Crisis (2015) от Warner Bros., Arena of Fate (2016) от Crytek, Gigantic (2017) от Perfect World Entertainment, Master X Master (2018) от NCSoft и Paragon (2018) от Epic Games. В 2024 году Valve анонсировали Deadlock.